# Gülpe
Gülpe è una frazione (Ortsteil) del comune tedesco di Havelaue, nel Land del Brandeburgo.

## Storia
Il 31 dicembre 2001 il comune di Gülpe venne soppresso e fuso con i comuni di Parey, Spaatz, Strodehne e Wolsier, formando il nuovo comune di Havelaue.